# ماریکوپا (آریزونا)
ماریکوپا (به انگلیسی: Maricopa) شهری در شهرستان پاینال ایالت آریزونا است که در سرشماری سال ۲۰۱۰ میلادی، ۴۳٬۴۸۲ نفر جمعیت داشته است. ماریکوپا، به‌طور رسمی در تاریخ ۲۰۰۳ میلادی به‌عنوان یک شهر شناخته شد.